# Макбейн (Міссурі)
Макбейн (англ. McBaine) — селище (англ. village) в США, в окрузі Бун штату Міссурі. Населення — 17 осіб (2020).

## Географія
Макбейн розташований за координатами 38°52′56″ пн. ш. 92°27′23″ зх. д. / 38.88222° пн. ш. 92.45639° зх. д. (38.882192, -92.456521).  За даними Бюро перепису населення США в 2010 році селище мало площу 0,59 км², з яких 0,58 км² — суходіл та 0,01 км² — водойми.

## Демографія
Згідно з переписом 2010 року, у місті мешкало 10 осіб у 6 домогосподарствах у складі 1 родини. Густота населення становила 17 осіб/км².  Було 7 помешкань (12/км²).
Расовий склад населення:
| - 100,0 % — білих |

До двох чи більше рас належало 0,0 %. Частка іспаномовних становила 0,0 % від усіх жителів.
За віковим діапазоном населення розподілялося таким чином: 0,0 % — особи молодші 18 років, 70,0 % — особи у віці 18—64 років, 30,0 % — особи у віці 65 років та старші. Медіана віку мешканця становила 54,0 року. На 100 осіб жіночої статі у місті припадало 233,3 чоловіків;  на 100 жінок у віці від 18 років та старших — 233,3 чоловіків також старших 18 років.
Цивільне працевлаштоване населення становило 4 особи. Основні галузі зайнятості: науковці, спеціалісти, менеджери — 50,0 %, виробництво — 50,0 %.